# Kościół św. Marii Magdaleny w Grabkowie
Kościół świętej Marii Magdaleny w Grabkowie – rzymskokatolicki kościół parafialny należący do parafii pod tym samym wezwaniem (dekanat kowalski diecezji włocławskiej).
Świątynia została oryginalnie zbudowana w II połowie XV wieku, następnie została przebudowana w 1889 roku w stylu eklektycznym. We wnętrzu kościoła zachowały się ołtarze boczne w stylu rokokowym, powstałe w drugiej połowie XVIII wieku a także okucia drzwiowe w stylu gotyckim oraz marmurowe epitafia.
Budowla jest otoczona murowanym ogrodzeniem. Przy kościele stoi dzwonnica.